# Жалпак-Тобе
Жалпа́к-Тобе́ (каз. Жалпақтөбе) — село у складі Жамбильського району Жамбильської області Казахстану. Адміністративний центр та єдиний населений пункт Полаткошинського сільського округу.
У радянські часи село називалось Жалпактобе.
Населення — 9833 особи (2021; 8394 у 2009, 7653 у 1999, 6874 у 1989).